# Rafiq Hüseynov
Rafiq Radik oğlu Hüseynov (* 16. Mai 1988 in Taschkent, Usbekische SSR, Sowjetunion) ist ein aserbaidschanischer Ringer. Er wurde 2011 Europameister im griechisch-römischen Stil im Weltergewicht.

## Werdegang
Rafik Huseinow begann als Jugendlicher 1996 mit dem Ringen. Seit Beginn seiner Karriere ist sein Vater Radik Huseinow sein Trainer. Er ist Angehöriger der aserbaidschanischen Armee und Mitglied von Dinamo Baku. Er ringt nur im griechisch-römischen Stil und startet als Erwachsener bei einer Größe von 1,75 Metern im Weltergewicht, der Gewichtsklasse bis 75 kg Körpergewicht.
Rafik Huseinow begann seine internationale Karriere bereits im Alter von 15 Jahren, als er 2003 bei der Junioren-Europameisterschaft (Cadets) in Rostow am Don in der Gewichtsklasse bis 54 kg Körpergewicht startete, allerdings dort noch mit dem 11. Platz vorliebnehmen musste. Danach startete er noch bei sieben weiteren internationalen Juniorenmeisterschaften. Am erfolgreichsten schnitt er dabei in den Jahren 2007 und 2008 ab. Er wurde z. B. 2007 in Belgrad Vize-Europameister der Altersgruppe Juniors im Leichtgewicht und belegte im gleichen Jahr bei der Junioren-Weltmeisterschaft in Peking im Leichtgewicht hinter dem Russen Ruslan Belcharojew und Aibek Jenekschanow aus Kasachstan den 3. Platz. Bei der Junioren-Europameisterschaft 2008 in Košice gewann er im Weltergewicht sogar den Europameistertitel vor Sergei Proskurow aus der Ukraine und Arsen Kachabrischwili aus Georgien. Bei der Junioren-Weltmeisterschaft 2008 in Istanbul startete er wieder im Leichtgewicht und kam dort nach vier Siegen und einer Niederlage gegen Saeid Mourad Abdvali aus dem Iran auf den 3. Platz.
Bei der Weltmeisterschaft in Herning/Dänemark bestritt er seinen ersten Start bei einer internationalen Meisterschaft bei den Senioren. Er bestritt dort im Weltergewicht fünf gute Kämpfe, von denen er drei gewann. Gegen Mark Overgaard Madsen aus Norwegen und gegen Farshad Alizadeh Kalehkeshi aus dem Iran im Kampf um die Bronzemedaille verlor er und belegte damit den 5. Platz. Den gleichen Platz belegte er auch bei der Weltmeisterschaft 2010 in Moskau. Er gewann auch dort drei Kämpfe und unterlag gegen den späteren Weltmeister Selçuk Çebi aus der Türkei und im Kampf um den 3. Platz gegen Emil Scharafedtinow aus Russland.
Bei der Europameisterschaft 2011 in Dortmund gelang ihm dann im Weltergewicht der große Wurf. Er besiegte dort Racardo Gil Sorli aus Spanien, den Olympiadritten von Peking Christophe Guénot aus Frankreich, Jure Kare aus Slowenien, den Weltmeister von 2009 und 2010 Selcuk Cebi und Péter Bácsi aus Ungarn und wurde damit Europameister. Bei der Weltmeisterschaft dieses Jahres in Istanbul siegte er zunächst über Asisbek Murodow, Usbekistan und Danijar Kobonow, Kirgisistan, verlor dann aber gegen Neven Žugaj aus Kroatien, womit dieser ausschied und nur den 13. Platz belegte. 2012 kam Rafik Huseinow bei der Europameisterschaft nicht zum Einsatz und er konnte sich auch nicht für die Teilnahme an den Olympischen Spielen in London qualifizieren.
2013 war er wieder bei der Europameisterschaft, die in Tiflis stattfand, am Start. Er verlor dort aber gleich seinen ersten Kampf gegen den erst 20-jährigen Deutschen Pascal Eisele, schied damit aus und kam nur auf den 18. Platz. Bei der Weltmeisterschaft dieses Jahres in Budapest kam er in der Gewichtsklasse bis 74 kg zu zwei bemerkenswerten Siegen über Viktor Nemes, Serbien und Neven Žugaj, Kroatien, verlor aber dann gegen Emrah Kus, Türkei, womit er ausschied und auf dem 10. Platz landete.
Bei der Europameisterschaft 2014 im finnischen Vantaa verlor Rafik Huseinow in der Gewichtsklasse bis 80 kg schon in der Qualifikation gegen Alexander Schischman aus der Ukraine und belegte in der Endabrechnung den 12. Platz. Bei der Weltmeisterschaft dieses Jahres kam er nicht zum Einsatz.
Im Februar 2015 stand er beim Team-Welt-Cup in Teheran in der siegreichen aserbaidschanischen Mannschaft. In der Gewichtsklasse bis 80 kg kam er dabei zu Siegen über Lennie Persson, Schweden, Pascal Eisele, Deutschland, Habibollah Akhlaghi, Iran und Jewgeni Salejew, Russland. Im Juni 2015 startete er im heimischen Baku bei den Europaspielen wieder in der Gewichtsklasse bis 80 kg. Er siegte dort über Michael Wagner, Österreich, Daniel Alexandrow Tihomirow, Bulgarien und Selcuk Cebi, Türkei und unterlag erst im Finale gegen Jewgeni Salejew. Bei der Weltmeisterschaft dieses Jahres im September in Las Vegas traf er in der Qualifikation wieder auf Jewgeni Salejew und verlor diesen Kampf. Da Salejew nicht das Finale erreichte, schied er aus und kam nur auf den 19. Platz. Ein Trostpflaster für ihn war dann sicher sein Titelgewinn bei den Militär-Weltspielen im südkoreanischen Mungyeong. Im Finale besiegte er dabei Jewgeni Salejew.
Bei der Europameisterschaft 2016 in Riga verlor Rafik Huseinow in der Gewichtsklasse bis 80 kg im Viertelfinale gegen Daniel Alexandrow Tihomirow und belegte in der Endabrechnung den 7. Platz. Eine Teilnahme an den Olympischen Spielen 2016 in Rio de Janeiro kam für ihn nicht in Frage, da die Gewichtsklasse bis 80 kg nicht olympisch ist. Er startete dafür bei der Militär-Weltmeisterschaft in Skopje und gewann dort die Silbermedaille. Im Finale unterlag er dabei gegen Pascal Eisele. Im Dezember 2016 war er auch noch bei der Weltmeisterschaft in den nicht-olympischen Gewichtsklassen in Budapest am Start. Er siegte dort über Axel Michel Bjurberg Kessidis, Schweden und verlor dann gegen Ramasan Abacharajew aus Russland und kam auf den 10. Platz.
Im April 2018 gewann Rafik Huseinow bei der Europameisterschaft in Kaspiisk in der neuen Gewichtsklasse bis 82 kg eine Bronzemedaille. Er kam in Kaspiisk zu Siegen über Surab Datunaschwili, Georgien und Zarko Dickov, Serbien, interlag im Halbfinale gegen Wiktor Sasunowski aus Belarus und sicherte sich diese Bronzemedaille durch einen Sieg über Roland Schwarz aus Deutschland. Bei der Weltmeisterschaft 2018 in Budapest erreichte er in der Gewichtsklasse bis 82 kg nach einem Sieg über Daniel Alexandrow Tihomirow und einer Niederlage gegen Saeid Mourad Abdvali aus dem Iran den 13. Platz.
Im April 2019 war er auch bei der Europameisterschaft in Bukarest in der gleichen Gewichtsklasse am Start. Er verlor dort schon in der Qualifikation gegen Peter Nagy aus Ungarn, schied damit aus und kam auf den 16. Platz.

## Internationale Erfolge
| Jahr | Platz | Wettbewerb                                                 | Gewichtskl.  | Ergebnis |
| 2003 | 11.   | Junioren-EM (Cadets) in Rostow am Don                      | bis 54 kg KG | Sieger: Maxim Mordowin, Russland vor Dimitri Slatkin, Ukraine |
| 2004 | 3.    | Junioren-EM (Cadets) in Albena/Bulgarien                   | bis 58 kg KG | hinter Ruslan Belcharojew, Russland und Armen Melikjan, Armenien |
| 2005 | 2.    | Junioren-EM (Cadets) in Tirana                             | bis 63 kg KG | hinter Wladimir Lohoyda, Ukraine, vor Giga Schapidse, Russland und Wassif Arzimanoglu, Türkei |
| 2006 | 7.    | Junioren-EM (Juniors) in Szombathely                       | Leicht       | Sieger: Wladimir Lohoyda vor Alexander Tschetschirkin, Russland |
| 2007 | 2.    | Junioren-EM (Juniors) in Belgrad                           | Leicht       | hinter Aleksandar Maksimović, Serbien, vor Balint Korpasi, Ungarn und Migran Arutjunjan, Russland |
| 2007 | 3.    | Junioren-WM (Juniors) in Peking                            | Leicht       | hinter Ruslan Belchorojew und Aibek Jenkschanow, Kasachstan, gemeins. mit Kim Hyun-woo, Südkorea |
| 2008 | 7.    | Fila-Golden-Grand-Prix in Baku                             | Welter       | Sieger: Ilgar Abdulow, Aserbaidschan vor Manuchar Kwirkwelia, Georgien |
| 2008 | 1.    | Junioren-EM (Juniors) in Košice                            | Welter       | vor Sergei Proskurow, Ukraine, Arsen Kachabraschwili, Georgien und Anthony Dizy, Frankreich |
| 2008 | 3.    | Junioren-WM (Juniors) in Istanbul                          | Leicht       | nach Sieg über Reinier Lescuy, Kuba, Niederlage gegen Saeid Abdvali, Iran und Siegen über Lee Jeon-geuh, Südkorea, Sharur Wardanjan, Schweden und Daniel Janecic, Kroatien                                                    |
| 2009 | 1.    | Int. Turnier „Christo Lutte“ in Créteil                    | Welter       | vor Elvin Muralijew, Aserbaidschan, Alain Hassli, Frankreich und Murat Argin, Schweiz |
| 2009 | 2.    | Welt-Cup in Clermont-Ferrand                               | Welter       | hinter Alein Hassli, vor Arsen Dschulfalakjan, Armenien und Roman Meljoschin, Kasachstan |
| 2009 | 1.    | Fila-Golden-Grand-Prix in Baku                             | Welter       | vor Jachangir Muminow, Usbekistan, Renato Kun, Ungarn und Gennadi Gogischwili, Georgien |
| 2009 | 5.    | WM in Herning/Dänemark                                     | Welter       | nach Sieg über Juan Jose Ruiz, Spanien, Niederlage gegen Mark Overgaard Madsen, Dänemark, Siegen über Justin Harry Lester, USA und Henri Erko Välimäki, Finnland und einer Niederlage gegen Farshad Alizadeh Kalehkeshi, Iran |
| 2010 | 2.    | Vehbe-Emre-Memorial in Istanbul                            | Welter       | hinter Seref Tüfenk, Türkei, vor Emrah Kus und Mehmedali Kusukosman, bde. Türkei |
| 2010 | 20.   | Fila-Golden-Grand-Prix in Baku                             | Welter       | Sieger: Péter Bácsi, Ungarn vor Georgi Zirekidse, Georgien und Samurai Mustafejew, Aserbaidschan |
| 2010 | 5.    | WM in Moskau                                               | Welter       | nach Sieg über Robert Patrik Rosengren, Schweden, Niederlage gegen Selçuk Çebi, Türkei, Siegen über Angelo Mota, Brasilien und Neven Žugaj, Kroatien und einer Niederlage gegen Emil Scharafedtinow, Russland                 |
| 2011 | 1.    | Vehbe-Emre-Memorial in Istanbul                            | Welter       | vor Aljaksandr Kikinjou, Belarus, Peter Bacsi und Maksat Jereschepow, Kasachstan |
| 2011 | 4.    | Welt-Cup in Minsk                                          | Welter       | hinter Aljaksandr Kikinjou und Farshad Alizadeh Kalehkeshi |
| 2011 | 1.    | EM in Dortmund                                             | Welter       | nach Siegen über Ricardo Gil Sorli, Spanien, Christophe Guénot, Frankreich, Jure Kare, Slowenien, Selcuk Cebi und Peter Bacsi                                                                                                 |
| 2011 | 5.    | Golden-Grand-Prix in Baku                                  | Welter       | hinter Dimitri Pyschkow, Ukraine, Elwin Mursalijew, Aserbaidschan, Neven Žugaj, Kroatien und Bilan Nalgiew, Russland |
| 2011 | 13.   | WM in Istanbul                                             | Welter       | nach Siegen über Asisbek Murodow, Usbekistan und Danijar Kobonow, Kirgisistan und einer Niederlage gegen Neven Žugaj |
| 2011 | 2.    | „Moscow Lights“                                            | Welter       | hinter Alexander Chechirkin und Emil Scharafetsinow, beide Russland |
| 2012 | 7.    | Golden-Grand-Prix in Istanbul                              | Mittel       | Sieger: Asamat Bikbajew, Russland vor Danial Gadschijew, Kasachstan und Alan Chugajew, Russland |
| 2012 | 14.   | Olympia-Qualif.-Turnier in Sofia                           | Welter       | Sieger: Surab Datunaschwili, Georgien vor Mark Overgaard Madsen, Dänemark |
| 2012 | 2.    | Welt-Cup in Saransk                                        | Welter       | hinter Seref Tüfenk, Türkei, vor Kim Hyeon-woo, Südkorea und Doschan Kartikow, Kasachstan |
| 2012 | 2.    | „Moscow Lights“                                            | Mittel       | hinter Alexei Mischin, Russland, vor Schan Belenjuk, Ukraine |
| 2013 | 3.    | Welt-Cup in Teheran                                        | Mittel       | hinter Selçuk Çebi, Türkei und Taleb Nariman Nematpour, Iran |
| 2013 | 18.   | EM in Tiflis                                               | Welter       | nach einer Niederlage gegen Pascal Eisele, Deutschland |
| 2013 | 7.    | „Wladyslaw-Pytlasinski“-Memorial in Warschau               | bis 84 kg    | Sieger: Viktor Lörincz, Ungarn vor Damian Janikowski, Polen |
| 2013 | 10.   | WM in Budapest                                             | bis 74 kg    | nach Siegen über Viktor Nemes, Serbien und Neven Žugaj, Kroatien und einer Niederlage gegen Emrah Kus, Türkei |
| 2013 | 1.    | Golden-Grand-Prix in Baku                                  | bis 74 kg    | vor Mark Overgaard Madsen, Dänemark, Nikolai Daragan, Ukraine und Uschagi Tschitaschwili, Georgien |
| 2014 | 3.    | Golden-Grand-Prix in Szombathely                           | bis 74 kg    | hinter Habibollah Akhlaghi und Youssef Ghaderian, beide Iran, gemeinsam mit Peter Bácsi, Ungarn |
| 2014 | 12.   | EM in Vantaa                                               | bis 80 kg    | nach einer Niederlage gegen Alexander Schischman, Ukraine |
| 2014 | 1.    | Golden-Grand-Prix in Baku                                  | bis 75 kg    | vor Surab Datunaschwili, Georgien, Robert Rosengren, Schweden und Laszlo Szabo, Ungarn |
| 2015 | 2.    | Europaspiele in Baku                                       | bis 80 kg    | nach Siegen über Michael Wagner, Österreich, Daniel Alexandrow Tihomirow, Bulgarien und Selcuk Cebi, Türkei und einer Niederlage gegen Jewgeni Salejew, Russland                                                              |
| 2015 | 19.   | WM in Las Vegas                                            | bis 80 kg    | nach einer Niederlage gegen Jewgeni Salejew |
| 2015 | 1.    | Militär-Weltspiele in Mungyeong                            | bis 80 kg    | vor Jewgeni Salejew, Alexander Schischman und Sargis Kocharjan, Armenien |
| 2015 | 2.    | Golden-Grand-Prix in Baku                                  | bis 80 kg    | hinter Lascha Gobadse, Georgien, vor Aishan Aishan, China und Elwin Mursalijew, Aserbaidschan |
| 2016 | 7.    | EM in Riga                                                 | bis 80 kg    | nach Siegen über Rafael Samurgatschew, Makedonien und Pawel Pamintschuk, Belarus und einer Niederlage gegen Daniel Alexandrow Tihomirow                                                                                       |
| 2016 | 1.    | Großer Preis von Deutschland in Dortmund                   | bis 75 kg    | vor Tschingis Labasanow, Russland, Oldrich Varga, Tschechien und Kim Jeon-hyeok, Südkorea |
| 2016 | 2.    | Militär-WM in Skopje                                       | bis 80 kg    | hinter Pascal Eisele, vor Andrei Bielich, Ukraine und Imil Scharafedtinow, Russland |
| 2016 | 1.    | Golden-Grand-Prix in Baku                                  | bis 80 kg    | vor Aslan Atem, Türkei, Carlos Andres Munoz Jaramillo, Kolumbien und Daniel Schachsilikow, Kasachstan |
| 2016 | 10.   | WM in Budapest                                             | bis 80 kg    | nach einem Sieg über Alex Michel Bjurberg Kessidis, Schweden und einer Niederlage gegen Ramasan Abacharajew, Russland |
| 2017 | 2.    | Islamische Solidaritäts-Spiele in Baku                     | bis 80 kg    | hinter Youssef Ghaderian, Iran, vor Bachir Sid Azara, Algerien und Burhan Akbudak, Türkei |
| 2018 | 1.    | Intern. Turnier in Kiew                                    | bis 82 kg    | vor Surab Datunaschwili, Elwin Mursalijew und Radik Kulijew, Russland |
| 2018 | 3.    | EM in Kaspiisk                                             | bis 82 kg    | nach Siegen über Surab Datunaschwili und Zarko Dickov, Serbien, einer Niederlage gegen Wiktor Sasunowski und einem Sieg über Roland Schwarz, Deutschland                                                                      |
| 2018 | 3.    | Militär-WM in Moskau                                       | bis 82 kg    | hinter Imil Scharafedtinow und Aschkat Dilmuchamedow, Kasachstan, gemeinsam mit Eduard Sargsjan, Armenien |
| 2018 | 9.    | „Vehbe-Emre“ & „Hamit-Kaplan“-Memorial in Istanbul         | bis 82 kg    | Sieger: Lascha Gobadse vor Emrah Kus |
| 2018 | 3.    | „Oleg-Karawajew“-Memorial in Minsk                         | bis 82 kg    | hinter Laszlo Szabo, Ungarn und Gela Bolkwadse, Georgien |
| 2018 | 13.   | WM in Budapest                                             | bis 82 kg    | nach einem Sieg über Daniel Alexandrow Tihomirow und einer Niederlage gegen Saeid Mourad Abdvali, Iran |
| 2019 | 3.    | „Vehbe-Emre“ & „Hamit-Kaplan“-Memorial in Istanbul         | bis 82 kg    | hinter Wiktor Sasunowski, Belarus und Burhan Akbudak, Türkei, gemeinsam mit Saeid Mourad Abdvali |
| 2019 | 16.   | EM in Bukarest                                             | bis 82 kg    | nach einer Niederlage gegen Peter Nagy, Ungarn |
| 2019 | 2.    | „Givi-Kartozija“ & „Wachtang-Balawadse“-Memorial in Tiflis | bis 82 kg    | hinter Aivengo Rikadse, Georgien, vor Elwin Mursalijew und Maksim Manukjan, Armenien |

## Erläuterungen
- alle Wettkämpfe im griechisch-römischen Stil
- WM = Weltmeisterschaft, EM = Europameisterschaft
- Leichtgewicht, Gewichtsklasse bis 66 kg, Weltergewicht, bis 74 kg Körpergewicht; am 1. Januar 2014 und am 1. Januar 2018 traten Neueinteilungen der Gewichtsklassen durch den Ringer-Welt-Verband UWW in Kraft, die eine Bezeichnung dieser Klassen mit Namen unmöglich machen